# David Tattersall
Pour l’article homonyme, voir Tattersall.
David Tattersall (né le 14 novembre 1960 à Barrow-in-Furness) est un directeur de la photographie britannique. Il a travaillé sur de nombreux films à gros budget et remporta un Emmy Award pour son travail sur la série télévisée Les Aventures du jeune Indiana Jones.

## Biographie
Il fit ses études au Goldsmiths College à Londres et obtint un BA en Beaux-Arts. Il suivit ensuite des cours à la National Film and Television School à Beaconsfield, dans le comté de Buckinghamshire. Il travailla pour la première fois en tant que directeur de la photographie sur le film Salette.

## Filmographie
- 1994 : Radioland Murders, de Mel Smith
- 1995 : Theodore Rex, de Jonathan Betuel
- 1999 : Whatever Happened to Harold Smith? de Peter Hewitt
- 1999 : Star Wars, épisode I : La Menace fantôme, de George Lucas
- 1999 : La Ligne Verte, de Frank Darabont
- 2000 : Vertical Limit, de Martin Campbell
- 2001 : The Majestic, de Frank Darabont
- 2002 : Star Wars, épisode II : L'Attaque des clones, de George Lucas
- 2005 : Star Wars, épisode III : La Revanche des Sith, de George Lucas
- 2008 : Le Jour où la Terre s'arrêta de Scott Derrickson
- 2008 : Speed Racer, des Wachowski
- 2011 : Le Pacte, de Roger Donaldson
- 2012 : Voyage au centre de la Terre 2 : L'Île mystérieuse, de Brad Payton
- 2012 : 7500 de Takashi Shimizu
- 2013 : Roméo et Juliette de Carlo Carlei
- 2022 : Mémoire meurtrière (Memory) de Martin Campbell
- 2024 : Dirty Angels de Martin Campbell